# Équipe de Yougoslavie masculine de basket-ball
Cet article traite de l'équipe masculine. Pour l'équipe féminine, voir Équipe de Yougoslavie féminine de basket-ball.
Maillots
Actualités
L’équipe de Yougoslavie de basket-ball est la sélection des meilleurs joueurs des États successifs qui ont connu la dénomination officielle de Yougoslavie. Elle a existé jusqu’en 2003.
Jusqu’à la guerre de Yougoslavie, cette sélection, qui regroupait des joueurs venant de Bosnie-Herzégovine, Croatie, Macédoine, Serbie-et-Monténégro et Slovénie, était l’une des trois nations majeures du basket-ball mondial avec les États-Unis et l’Union soviétique ; depuis l’indépendance des pays l’ex-Yougoslavie jusqu’en février 2003, conserva sa dénomination d’équipe de Yougoslavie. En février 2003, la République fédérale de Yougoslavie abandonna définitivement le nom Yougoslavie et changea sa dénomination pour Serbie-et-Monténégro. De cette date à septembre 2006, c’est l’équipe de Serbie-et-Monténégro qui lui succéda.
L’indépendance du Monténégro provoque la scission des deux entités. Dès le 4 septembre 2006, la FIBA reconnaît l’équipe de Serbie et l’équipe du Monténégro.

## Historique
La première génération dorée yougoslave se présente lors des années 1970. Le cinq yougoslave, qui possède en Krešimir Ćosić, Mirza Delibašić, Dražen Dalipagić et Dragan Kicanović, remporte les titres européens de 1975 et 1977 avant de remporter le deuxième titre de l'histoire du basket yougoslave en 1978. Ćosić était déjà l'un des principaux artisans de la victoire lors du premier titre mondial à Ljubljana en 1970. En 1976, cette génération échoue en finale des jeux de Montréal avant le titre mondial de 1978 et enfin le titre olympique à Moscou en 1980.
Mais la plus grande génération se situe dans les années 1980 et début des années 1990. La Yougoslavie voit apparaître les talents de Dražen Petrović, Vlade Divac, Toni Kukoč, Predrag Danilović, Dino Radja ou Žarko Paspalj. Cette génération est couronnée de deux titres européens et un titre mondial en 1990. Mais la rencontre que tous les amateurs de basket attendaient n'aura finalement jamais lieu ; les guerres yougoslaves vont disloquer une équipe de talents que l’on attendait de voir face à la Dream Team américaine lors des jeux de Barcelone.

## Parcours aux Jeux olympiques

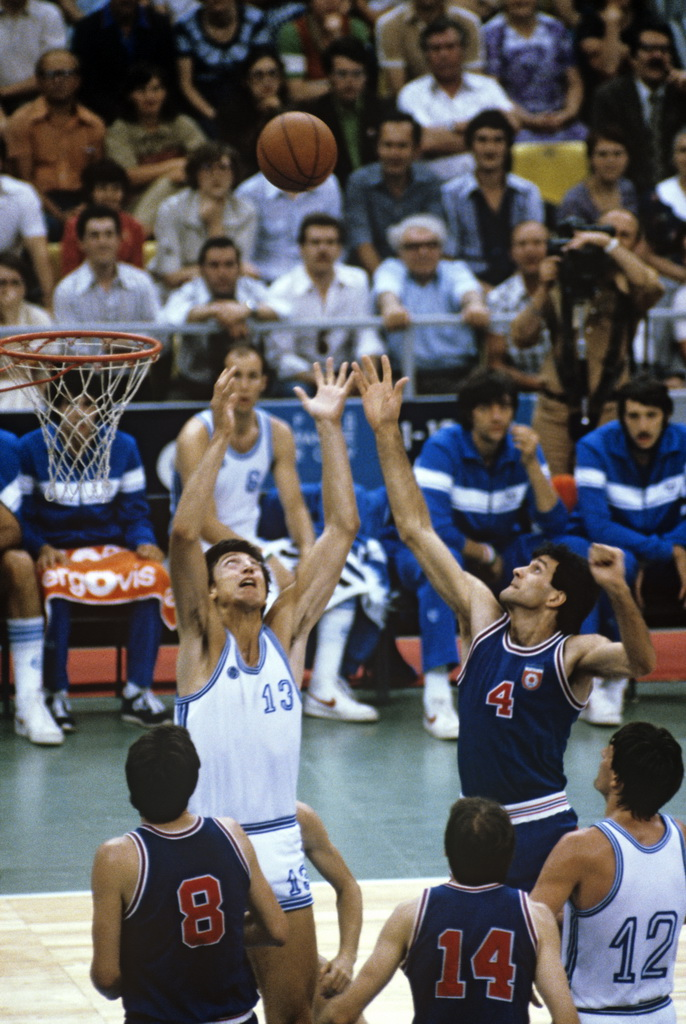
L'équipe nationale (en bleu) contre l'Italie aux Jeux olympiques de Moscou

En tant que  royaume de Yougoslavie :
- 1936 : non qualifié

En tant que  république fédérative socialiste de Yougoslavie :
- 1948 : non qualifié
- 1952 : non qualifié
- 1956 : non qualifié
- 1960 : 6e
- 1964 : 7e
- 1968 :  2e
- 1972 : 5e
- 1976 :  2e
- 1980 :  Champion
- 1984 :  3e
- 1988 :  2e

En tant que  république fédérale de Yougoslavie :
- 1992 : interdiction de participation par l'ONU
- 1996 : 2e
- 2000 : 6e

## Parcours auxChampionnats du Monde
En tant que  république fédérale socialiste de Yougoslavie :
- 1950 : 10e
- 1954 : 11e
- 1959 : non qualifié
- 1963 :  2e
- 1967 :  2e
- 1970 :  Champion
- 1974 :  2e
- 1978 :  Champion
- 1982 :  3e
- 1986 :  3e
- 1990 :  Champion

En tant que  république fédérale de Yougoslavie :
- 1994 : interdiction de participation par l'ONU
- 1998 :  Champion
- 2002 :  Champion

## Parcours auxChampionnats d'Europe
En tant que  royaume de Yougoslavie :
- 1935 : non qualifié
- 1937 : non qualifié
- 1939 : non qualifié

En tant que  république fédérale socialiste de Yougoslavie :
- 1946 : non qualifié
- 1947 : 13e
- 1949 : non qualifié
- 1951 : non qualifié
- 1953 : 6e
- 1955 : 7e
- 1957 : 6e
- 1959 : 9e
- 1961 :  2e
- 1963 :  3e
- 1965 :  2e
- 1967 : 9e
- 1969 :  2e
- 1971 :  2e
- 1973 :  Champion
- 1975 :  Champion
- 1977 :  Champion
- 1979 :  3e
- 1981 :  2e
- 1983 : 7e
- 1985 : 7e
- 1987 :  3e
- 1989 :  Champion
- 1991 :  Champion

En tant que  République fédérale de Yougoslavie :
- 1993 : interdiction de participation par l'ONU
- 1995 :  Champion
- 1997 :  Champion
- 1999 :  3e
- 2001 :  Champion

## Quelques Joueurs célèbres
- Dejan Bodiroga
- Krešimir Ćosić
- Dražen Dalipagić
- Predrag Danilović
- Mirza Delibašić
- Vlade Divac
- Aleksandar Đorđević
- Predrag Drobnjak
- Marko Jarić
- Dragan Kicanović
- Radivoj Korać
- Dejan Koturović
- Nenad Krstić
- Toni Kukoč
- Nikola Lončar
- Dragan Lukovski
- Darko Miličić
- Saša Obradović
- Žarko Paspalj
- Dražen Petrović
- Dino Radja
- Zeljko Rebraca
- Zoran Savić
- Vlado Šćepanović
- Predrag Stojaković
- Dragan Tarlać
- Dejan Tomašević